# Alice Kopečková
Alice Kopečková (* 8. října 1969, Plzeň) je česká malířka, grafička, knižní ilustrátorka a pedagožka.

## Živoz
Absolvovala Střední průmyslovou školu grafickou v Praze a Západočeskou Univerzitu v Plzni. Je předsedkyní Unie výtvarných umělců v Plzni a členkou Tvůrčí skupiny P89. Její výtvarná díla, oscilující na hranici magického realismu a lyrického poetismu, jsou zastoupena v českých i zahraničních sbírkách.
Charakteristickým rysem jejích obrazů je fantazijní dialog tvarů, pohybu a barev oddělující statickou hmotu od intimní exprese a dynamiky zastaveného času. Hlavním charakteristikou výtvarných děl Alice Kopečkové je kouzlo okamžiku vystupující v podobě harmonických tónů něžně modelujících polohy ženských těl, přírody nebo geometrických tvarů. Působivost jejím obrazům dodává imaginární světlo vyřazující z objektů, reliéfní modelace, intimní kresebná linie a souzvuk teplých a chladných barev. Podle autorů její monografie lze její výtvarná díla vnímat jako zrcadla vlastních emocí, neboť divákovi umožňují vstoupit do imaginárního světa a tam vložit do obrazu vlastní fantazii a interpretaci.